# Jan Michael Sprenger
Jan Michael Sprenger (* 26. November 1982 in Köln) ist ein deutscher Schachspieler und Philosoph.

## Leben und Erfolge
Sprenger erlernte das Spiel im Alter von sechs Jahren und erhielt seine erste schachliche Ausbildung im Klub Kölner Schachfreunde. 2001 errang er den Titel eines Internationalen Meisters. 2002 spielte er mit der deutschen Nationalmannschaft beim Mitropacup 2002 in Leipzig. Seit April 2018 trägt Sprenger den Titel eines Großmeisters.
Sprenger studierte Mathematik und Philosophie an der Universität Bonn. Von 2008 bis 2017 arbeitete er an der Universität Tilburg in den Niederlanden; seit November 2017 ist er Professor für Philosophie an der Universität Turin.
Sprenger erzielte in der Saison 2005/06 in der Schach-Bundesliga eine Großmeister-Norm. In der Bundesliga gelangen ihm Siege gegen unter anderem den FIDE-Weltmeister des Jahres 2004, Rustam Kasimjanov, und den langjährigen Weltranglistenvierten Alexei Schirow. Seine übrigen GM-Normen erzielte er 2016 und 2017 im European Club Cup.
Mit einer Elo-Zahl von 2480 (Stand: März 2021) befindet er sich auf Platz 54 der deutschen Elo-Rangliste, seine bislang höchste Elozahl von 2537 hatte Sprenger von Januar bis April 2008.

## Vereine
In Deutschland spielte Sprenger zunächst für den Klub Kölner Schachfreunde, 2002 wechselte er zum Godesberger SK, mit dem er in den Saisons 2002/03, 2005/06 und 2007/08 in der 1. Bundesliga spielte. Seit der Saison 2015/16 spielt er für die Schachfreunde Berlin in der 1. Bundesliga, mit diesen nahm er zudem 2018 am European Club Cup teil. In der niederländischen Meesterklasse spielte er von 2007 bis 2009 für Utrecht, von 2011 bis 2013 für die Stukkenjagers aus Tilburg, mit denen er auch am European Club Cup 2012 teilnahm, seit 2013 spielt er für die Leidsch Schaakgenootschap, mit der er 2014 bis 2017 sowie 2019 auch am European Club Cup teilnahm sowie 2018 niederländischer Mannschaftsmeister wurde. In der belgischen Division 1/Série A spielte Sprenger von 2004 bis 2009 für Cercle Royal d' Echecs de Liège, mit denen er die belgische Mannschaftsmeisterschaft 2007 gewann, in der österreichischen 1. Bundesliga von 2005 bis 2008 für ASVÖ Wulkaprodersdorf, mit denen er auch am European Club Cup 2006 teilnahm, und in der kroatischen 1. Liga am Spitzenbrett des ŠK Brda Split.